# Volume Records
Volume Records är ett skivbolag som startades av Torbjörn Jörgensen. Det grundades 1985 då moderbolaget Creative Enterprises köpte artistförmedlings bolaget ATC.  

## Artister i urval
- Hidden Charms
- Jih
- Textones
- Robert Varga and the Converse All Stars